# Nanshiungosaure
L'nanshiungosaure (Nanshiungosaurus, "rèptil de Nanshiung") és un gènere de dinosaures teròpodes terizinosàurid, que visqueren a la fi del període Cretaci, fa aproximadament 75 milions d'anys, en el Campanià, en el que avui és Àsia.

## Descripció
Els Nanshiungosaurus eren animals bípedes, els quals presentaven un llarg coll i un petit cap. Els seus membres davanters, considerablement llargs, acabaven en grans arpes característiques dels terizinosàurids. L'espècie mongola N. brevispinus, era més petita, aconseguint aproximadament 4 metres de llarg i un pes d'1,5 tones. Tènia un coll més curt però més gruixut que altres celurosaures, a més el seu pelvis era similar a segnosaure. D'altra banda, l'espècie xinesa N. bohlini, arribava a intervenir entre 5 i 7 metres, les seves vèrtebres eren úniques, amb les costelles cervicals fusionades que ho distingia d'alxasaure.

## Història
Les restes fòssils de l'holotip N. brevispinus, foren descoberts en la Formació Nanxiong Yuanpu a Mongòlia, en 1979. És conegut per onze cervicals, deu vèrtebres dorsals i cinc sacras, i una pelvis engruixada. És un principi es va pensar que podria ser un petit sauròpode de coll estrany.